# Irasema Alcántara-Ayala
Irasema Alcántara-Ayala es una geógrafa e investigadora mexicana. Pertenece al Instituto de Geografía de la Universidad Nacional Autónoma de México (UNAM) y sus áreas de estudio son la geomorfología, los deslizamientos de tierra, la vulnerabilidad ante fenómenos naturales, la investigación integral del riesgo de desastres, la reducción y la gestión integral del riesgo de desastres.

## Biografía
Nació en 1970 en la Ciudad de México. Realizó sus estudios de licenciatura en Geografía en la Facultad de Filosofía y Letras de la Universidad Nacional Autónoma de México en 1993, donde fue distinguida con la medalla Gabino Barreda. Efectuó su doctorado en Geografía en 1997, en el King’s College de la Universidad de Londres, y entre 1998 y 2000 llevó a cabo una estancia posdoctoral en el Massachusetts Institute of Technology, Estados Unidos. Es investigadora titular C de tiempo completo en el Instituto de Geografía de la UNAM, y profesora de la licenciatura en Geografía en la Facultad de Filosofía y Letras desde el 2000. Su trabajo se centra en América Latina y el Caribe. Miembro del Sistema Nacional de Investigadores nivel III y PRIDE D. Ha desarrollado las líneas de investigación de geomorfología, procesos de remoción en masa, geografía de los riesgos e investigación integral en riesgo de desastres.
Es miembro del Comité Científico Asesor del Sistema Nacional de Protección Civil. Dentro de la UNAM, ha sido miembro del Comité de la Reserva Ecológica del Pedregal de San Ángel; del Consejo Asesor del Programa de Investigación en Cambio Climático; y del Consejo Técnico Deportivo del Club Universidad Nacional, A.C. Fue directora del Instituto de Geografía de la UNAM de 2008 a 2012.
Es miembro de la Academia Mexicana de Ciencias. Participa  en asociaciones científicas  y comisiones de expertos internacionales. Fue integrante del Comité de Evaluación y Planeación Científica del Consejo Internacional para la Ciencia de 2009 a  2012, así como del Comité Científico del Earthquakes and Megacities Initiative durante el periodo 2002-2006. Fue presidenta del Consejo Académico del Centro Panamericano de Estudios e Investigaciones Geográficas del Instituto Panamericano de Geografía e Historia, presidenta de la Sociedad Mexicana de Geomorfología, vicepresidente de la Unión Geográfica Internacional, del Consorcio Internacional de Deslizamientos, y de la Asociación Internacional de Geomorfólogos. Actualmente es vicepresidenta del Comité Científico del Programa de Investigación Integral en Riesgo de Desastre IRDR del Consejo Internacional de la Ciencia, antes ICSU; presidenta del Comité Directivo de Reducción del Riesgo de Desastres de la Oficina de América Latina y el Caribe del Consejo Internacional de la Ciencia; e integrante del Consejo de Liderazgo Científico de la Iniciativa internacional de investigación sobre las montañas (Mountain Research Initiative).

## Premios
- 1993, Medalla "Gabino Barreda" al mérito universitario, mejor estudiante de la Licenciatura en Geografía (1993), UNAM.
- 2005, 3rd Evelyn Pruitt Lecturer, Departamento de Geografía y Antropología, Louisiana State University, USA.
- 2009, TWAS Young Affiliate Fellow, que otorga la Academia de Ciencias para el Mundo en Desarrollo (The Academy of Sciences for the Developing World).
- 2011, Sdsldlldlsdo Prize for Young Scientists 2011, Earth Sciences (Premio para Jóvenes Científicos 2011 en Ciencias de la Tierra) otorgado por la Academia de Ciencias para el Mundo en Desarrollo (The Academy of Sciences for the Developing World).
- 2012, Premio de Investigación para Científicos Jóvenes de la Academia Mexicana de Ciencias.[8]
- 2016, Medalla Sergey Soloviev de la Unión Europea de Geociencias
- 2016, Pergamino al Mérito Profesional "José Antonio Alzate", otorgado por la Ilustre y Benemérita Sociedad Mexicana de Geografía y Estadística del Estado de México (SOMEGEM).
- 2018, Reconocimiento Sor Juana Inés de la Cruz, UNAM, 8 de marzo.
- 2018, Reconocimiento al Mérito Académico, AAPAUNAM, 11 de mayo.